# Antonio Foscarini
Antonio Foscarini (* 1570 in Venedig; † 22. April 1622 ebenda), nicht zu verwechseln mit Paolo Antonio Foscarini, gehörte dem venezianischen Adel an und war Botschafter in Paris und London. 1622 wurde er vom Rat der Zehn wegen Hochverrats zum Tode verurteilt und hingerichtet.
Zehn Monate später wurde er jedoch vom selben Rat rehabilitiert, worüber man die europäischen Höfe ausdrücklich in Kenntnis setzte. Diese Revidierung des eigenen Todesurteils feierte die venezianische Geschichtsschreibung als Ausdruck des Sieges des Gerechtigkeitssinns über die Staatsräson. Den Hintergrund scheinen jedoch eher Fraktionskämpfe zu bilden, die vor dem Streit zwischen Kirche und Staat, sowie zwischen Protestantismus und Katholizismus zu Anfang des Dreißigjährigen Krieges höchste Brisanz entfalteten. Dass in Venedig eine kunstsinnige spanische Adlige eine schwer deutbare Rolle einnahm, machte den Vorgang für den Mythos Venedig noch bedeutsamer.

## Herkunft und frühe politische Karriere
Antonio Foscarini war der dritte Sohn des Nicolò di Alvise des Familienzweiges von San Polo und der Maria Barbarigo di Antonio. Das Paar heiratete 1556. Die beiden hatten drei Söhne, von denen Antonio der jüngste war, und drei Töchter. Der älteste Sohn war Alvise (1560–1617), er ehelichte Lucrezia Gradenigo. Der mittlere Sohn, Girolamo (1561–1580), starb bereits früh. Die Töchter waren Caterina, die 1583 Lorenzo Priuli heiratete; Agnesina, die nacheinander Marco Priuli, Leonardo Molin und Luca Contarini ehelichte; schließlich Lucia, die ins Kloster ging. Durch den Krieg um Zypern (1570–71) verloren die Foscarini erhebliche Teile ihres Vermögens, so dass die Eltern nur die Söhne materiell absichern konnten. 1575 starb Antonio Foscarinis Vater Nicolò, 1580 der Bruder Girolamo, 1582 starb die Mutter, wahrscheinlich von eigener Hand.
Antonio ging nach Padua, eine Zeit, aus der eine Reihe von Freundschaften rührte, die sein Leben begleiteten. Ab 1590 führte er mit seinem verbliebenen Bruder Alvise das Haus, doch 1592 teilten die beiden einvernehmlich das immer noch erhebliche Vermögen von etwa 70.000 Dukaten auf. Zu diesem Vermögen zählten Landgüter im Padovano, im Mestrino, im Veronese sowie einige Immobilien in Venedig, darunter das Wohnhaus der Familie in San Polo. Ab 1595 hatte er einen Sitz im Großen Rat. Im September 1597 wurde er zum Savio agli Ordini gewählt, womit er auf der untersten Stufe ins zentrale Machtgremium des Collegio gelangte. Dort erhielt er Einblick in die Auseinandersetzungen und Konfliktlinien zwischen Konservativen und Innovatoren, zwei Gruppen innerhalb des Adels, die sich immer schroffer gegenüberstanden. Er selbst wurde Anhänger des Innovatoren Paolo Sarpi.

## Diplomatische Karriere
Foscarini begann seine politische Karriere als Gesandter am Hof Heinrichs IV. von Frankreich im Jahr 1601. In dieser Eigenschaft war er Zeuge der Eheschließung zwischen dem König und Maria de’ Medici. Erneut wurde er am 26. Mai 1607 zum Ambasciatore ordinario in Francia gewählt, trat diese Position als Botschafter in Frankreich jedoch erst im Februar des nächsten Jahres an.
Im Juli 1610 wurde er zum Ambasciatore ordinario in Inghilterra, also zum Botschafter in England bestimmt, aber auch diese Position trat er erst verspätet, am 4. Mai des folgenden Jahres an.
Doch nicht nur diese Verspätungen erschienen während seiner beiden Prozesse als Vorwürfe gegen ihn, sondern man stellte fest, dass er sich auch sonst nicht standesgemäß verhielt. Oft war er schlecht gekleidet – ein Vorwurf, der in der Ständegesellschaft von nicht geringem Gewicht war. Er machte zudem aus seiner Gegnerschaft gegen den Papst und den Jesuitenorden kein Hehl. Gleichzeitig galt er als geizig.

## Erste Verhaftung
Der Sekretär Foscarinis, Giulio Muscorno, denunzierte ihn im Februar 1615 beim Rat der Zehn. Er bezichtigte Foscarini, er habe Geheimnisse an den politischen Gegner Spanien verkauft. Muscorno durfte im März nach Venedig zurückkehren. Er wurde von April bis Juni durch Giovanni Rizzardo ersetzt, der den Geheimauftrag erhielt, Beweise gegen Foscarini zu sammeln. Foscarini kehrte im Dezember nach Venedig zurück, wo er bei seiner Ankunft gefangengesetzt wurde. Erst nach drei Jahren wurde er, ohne dass es zur Anklage gekommen wäre, freigelassen, und am 30. Juli 1618 sogar förmlich von aller Schuld freigesprochen. Sein Nachfolger als Botschafter in England, Gregorio Barbarigo und sein Sekretär Lionello, hatten in London zwischen Januar 1616 und Juni 1617 vergebens nach Beweisen gesucht. 1620 wurde Foscarini sogar Senator.

## Die Gräfin von Arundel und die zweite Verhaftung

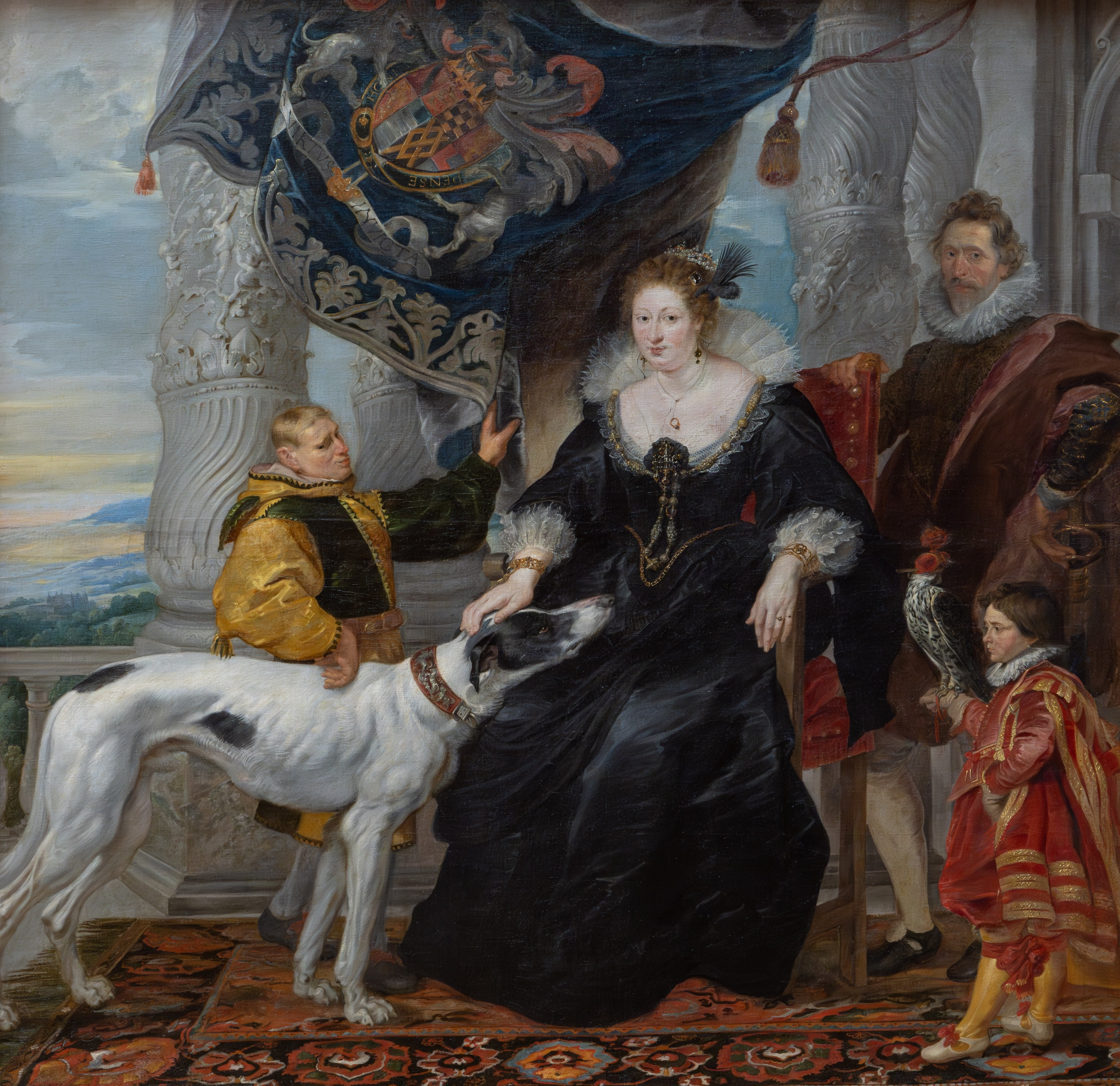
Alatheia Talbot und Sir Dudley Carleton, seit 1610 Botschafter in Venedig; Peter Paul Rubens, Öl auf Leinwand, 259 × 267 cm, um 1620, Alte Pinakothek, München

1621 erreichte Alatheia Talbot, Gräfin von Arundel, Venedig. Sie war die Enkelin von Elizabeth of Hardwick, einer Patentochter von Königin Elisabeth I., und Ehefrau von Thomas Howard, dem einundzwanzigsten Earl of Arundel, einer führenden Person am Hof König James’ I. von England. Während ihres Aufenthalts lebte Gräfin Arundel im Palazzo Mocenigo Nero am Canal Grande. Foscarini kannte das kunstsinnige Ehepaar aus London und besuchte die beiden in Venedig im Mocenigo-Palast.
Am 8. April 1622 wurde Foscarini beim Verlassen des Senats überraschend verhaftet. Der Rat der Zehn warf ihm vor, sich mit Ministern fremder Mächte getroffen zu haben, sowohl in Venedig als auch außerhalb, und dass er ihnen in Worten und schriftlich gegen Geld die intimsten Geheimnisse der Republik verraten habe. Dies sei im von den Arundels bewohnten Haus geschehen, wo Foscarini dem Sekretär Kaiser Ferdinands II. und dem Nuntius des Papstes Geheimnisse anvertraut habe. Die Agenten der Staatsinquisition Domenico und Girolomo Vano waren die Hauptbelastungszeugen. Diese wiederum hatten ihre Auskünfte von Gian Battista, dem Diener des spanischen Botschafters erhalten.
Sir Henry Wotton, Englands Botschafter in Venedig, schrieb Arundel, dass der Senat sie zur unerwünschten Person erklären werde. Sie sollte die Stadt daher umgehend verlassen. Stattdessen eilte sie zum Botschafter und teilte ihm mit, sie verlange eine Audienz beim Dogen Antonio Priuli. Sie drohte dem Botschafter, den sie verdächtigte in die Aktion des Rates der Zehn verwickelt zu sein, seine Abberufung zu erreichen. Tatsächlich wurde sie nicht nur beim Dogen vorgelassen, sondern dieser sagte ihr zu, dass niemand sie verbannen wolle. Zudem versprach ihr der Doge, dass er mittels Schreiben nach London die Ehre des Foscarini wiederherstellen wolle. Sechs Monate später verließ sie Venedig, mit Geschenken des Dogen ausgestattet.
Am 22. April wurde Foscarini verurteilt. Er wurde im Gefängnis stranguliert und zwischen den Säulen auf der Piazzetta aufgehängt, wie üblich bei Hochverrat, mit dem Kopf nach unten. So hing er, mit zerkratztem Gesicht, weil man seinen Leichnam über den Boden geschleift hatte, von morgens bis zur Abenddämmerung an einem Bein.

## Rehabilitation
Parallel dazu hatte einer der Inquisitoren, der dem spanischen Diener misstraute, eine erneute Befragung durchgesetzt, und dieser gestand, dass er zu keiner Zeit Foscarini im Haus des spanischen Botschafters gesehen habe. Girolamo – er hatte noch am 23. Mai für nicht genannte Dienste einen Lohn erhalten – und Domenico Vano wurden daraufhin im August vorgeladen und befragt. Die beiden gestanden, Foscarini mit falschen Beschuldigungen diskreditiert zu haben, doch lässt sich aus den knappen Gerichtsakten nicht entnehmen, warum sie dies getan hatten, und wer sie möglicherweise dazu veranlasst hatte.
Zwischen der Verurteilung und der Hinrichtung der beiden Vano versuchten die Neffen Foscarinis, Nicolò und Girolamo Foscarini eine Befragung durchzusetzen, um eventuelle Hintermänner aufzudecken, doch der Rat der Zehn lehnte dies ab. Der englische Botschafter räsonierte darüber, ob dies geschah, weil die Aussagen von Verurteilten ohne Wert waren, oder aus Gründen der Staatsraison.
Am 16. Januar 1623 wurde Antonio Foscarini von jeder Schuld durch den Rat der Zehn freigesprochen, nachdem derselbe Rat ihn zehn Monate zuvor des Hochverrats schuldig gesprochen und zum Tode verurteilt hatte.
Die damaligen Ankläger mussten vor der Staatsinquisition erscheinen und vor dem Rat der Zehn. Letzterer erkannte öffentlich seinen Irrtum an. Kopien der entsprechenden Schreiben gingen an Foscarinis Familie und an alle Höfe Europas. Venedig untermauerte damit seinen Ruf unerbittlicher Gerechtigkeit, auch gegen die eigenen Leute.
Foscarini wurde exhumiert und er erhielt ein Staatsbegräbnis. In der Kirche San Stae am Canal Grande befindet sich heute eine Statue des Hingerichteten in der Foscarini-Kapelle. Der Doge Marco Foscarini (1762–1763), ein Nachkomme von Antonios Bruder Alvise, lobte den Rat der Zehn ausdrücklich für die Widerrufung des eigenen Urteils.

## Hintergründe

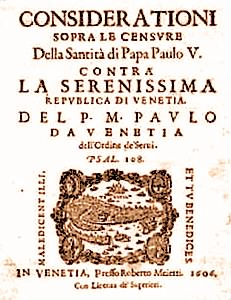
Streitschrift Sarpis gegen die Zensur Papst Pauls V.

Antonio Foscarini war ein Anhänger der so genannten Giovani, einer Gruppe im venezianischen Adel mit Sympathien für die protestantischen Herrscher, die sie während des Dreißigjährigen Krieges unterstützten. Als Foscarini Botschafter in London war, befreundete er sich mit Sir Henry Wotton (dem späteren englischen Botschafter in Venedig) und betrieb ein formales Bündnis mit England.
Hinzu kam, dass Venedig seit 1605 in einem Rechtsstreit die Konsequenz gezogen und Theatiner, Kapuziner und Jesuiten aus seinem Herrschaftsgebiet verbannt hatte. Im Gegenzug hatte der Papst am 17. April 1606 das Interdikt über Venedig verhängt. Obwohl dies 1607 aufgehoben wurde, durften die Jesuiten nicht zurückkehren. Die Republik stellte sich ostentativ auch in Kirchenfragen über den Papst. Zudem misstraute Venedig dem stark an spanische Interessen gebundenen Jesuitenorden und betrachtete auch Spanien, das mit Florenz, Mailand und Neapel im Bunde stand, als übermächtigen Faktor, der das labile Machtgleichgewicht in Italien ungünstig verlagern konnte. Neben Venedig unterlag nur Savoyen nicht der spanischen Vorherrschaft. Führer der anti-päpstlichen Gruppe, die in weltlichen Dingen dem Papst keine Vorrechte einräumen wollte, war Paolo Sarpi.
Die Gegner der Giovani, der Jungen, waren die Vecchi, die Alten, auch Papalisti, also Papstanhänger genannt. Ihr Konflikt war ein wichtiger Hintergrund für Foscarinis Verurteilung. Bis zum Tod des Dogen Leonardo Donà (1606–1612) dominierten die Jungen, doch bis 1631 hatten sie nur noch temporären Einfluss.
Die Habsburger als Führer der gegenreformatorischen Kräfte verwickelten ihrerseits Venedig in einen Krieg unter Führung des Erzherzogs Ferdinand, der 1617 in den Frieden von Madrid mündete. Der spanische Vizekönig in Neapel, der Herzog von Osuna, weigerte sich jedoch, die Waffen niederzulegen. Während seine Schiffe venezianische Händler in der Adria angriffen, kursierten in Venedig Gerüchte, die spanische Botschaft bilde einen Kern von Unterstützern gegen die Stadt. Zahlreiche Venezianer versammelten sich drohend vor der Botschaft und die Gerichtshöfe verurteilten über hundert Männer wegen Verrats. Drei Spanier wurden sofort hingerichtet.
Umgekehrt hatte dieser Umsturzversuch zur Folge, dass sich in Venedig selbst bei den pro-päpstlichen Gruppen eine starke anti-spanische Haltung durchsetzte. Bezeichnend ist, dass Giambattista Bragadino, ein Angehöriger des verarmten Adels, der so genannten Barnabotti, nachdem er gestehen musste, Kontakt zum spanischen Botschafter gehabt zu haben, gleichfalls hingerichtet wurde. Dies und die Volksaufläufe vor der Botschaft veranlassten den spanischen Botschafter, den Marquis von Bedmar, die Stadt Hals über Kopf zu verlassen.
In dieser Atmosphäre erfolgte die Denunziation Antonio Foscarinis durch seinen Sekretär Giulio Muscarno. Foscarini wurde 1615 verhaftet. Erst nach drei Jahren wurde er freigesprochen, da er offenbar keine Informationen an die Spanier verkauft hatte. Muscarno wurde seiner Ämter entkleidet und zu zwei Jahren Haft verurteilt.
Es ist nicht zu entscheiden, ob es Foscarinis frühere Anklage, seine protestantische Neigung, der persönliche Hass seines Sekretärs Muscarno oder die tief sitzende Angst vor den Intrigen Spaniens war, die 1622 zur erneuten Denunziation führten.
Zuständig für Fragen des Hochverrats war seit 1310 der Rat der Zehn. Für beide bedeutenden Termine, für den Tag der Verurteilung (22. April 1622) und für den der Rehabilitation (16. Januar 1623) ist die Zusammensetzung des Rates der Zehn bekannt. Dieser Rat der Zehn, in dem neben dem Dogen seine sechs Räte saßen, bestand im Kern aus zehn Senatoren, auch wenn an seinen Sitzungen insgesamt 17 Männer teilnahmen. Diese bestimmten aus ihrem Kreis drei Sachwalter des Staates oder Avogadori di Commun, wobei einer ein Rat des Dogen sein musste, die anderen beiden wurden von den Senatoren gewählt. Die drei Avogadori verfügten über zahlreiche Spitzel, Zuträger und Schergen, eine eigene Kasse und sie mussten keine Protokolle führen. Die zehn Senatoren im Rat wurden nur auf ein Jahr durch den Senat gewählt, doch waren ihre Amtsperioden nicht identisch, so dass es nie einen komplett neu gewählten Rat der Zehn gab. Im Gegenteil veränderte sich nur jeden Monat seine Zusammensetzung.
1622 saß dem Rat der Zehn der Doge Antonio Priuli vor, der möglicherweise Papalista war. In jedem Falle basierte ein Teil des Familienvermögens auf kirchlichen Einnahmequellen. Seine beiden Söhne waren Priester, seine sieben Töchter lebten in Klöstern, sein Bruder und sein Onkel waren Bischöfe. Ein weiterer Papalista könnte Alvise Contarini gewesen sein, ebenso Francesco Molin und Battista Nani. Ob sich weitere Papalisti im Rat der Zehn befanden, lässt sich nicht erweisen.
1623 waren die Vorsitzenden (Capi) ganz andere, nämlich Anzolo da Mosto, Marcantonio Mocenigo und Nicolò Contarini. Contarini war, nach Sarpi, einer der führenden Köpfe der Giovani, Mocenigo unterstützte ihn. Nur Battista Nani, der als Dritter die Rehabilitation unterzeichnete, gehörte nicht zu ihnen. Im Gegenteil war Nani schon bei der Verurteilung von 1622 im Rat der Zehn gewesen, doch war er immerhin einer der vier gewesen, die für Gefangenschaft und nicht für Hinrichtung gestimmt hatten.
Vincenzo Dandolo, der wie Nani in beiden Sitzungen anwesend war, hatte indessen für die schärfste Verurteilung votiert. 1623 stimmte er jedoch gleichfalls für die Rehabilitation. Er kannte Contarini schon lange und verdankte ihm wohl den Sitz im Senat. Außerdem hatten sie im Gradisca-Krieg von 1615 bis 1617 gemeinsam gekämpft.
Dennoch ist nicht mit Sicherheit zu klären, ob der Kampf zwischen Giovani und Papalisti der Grund war, warum Foscarini hingerichtet und rehabilitiert worden ist. Foscarini war 1622 jedenfalls dermaßen diskreditiert, dass Paolo Sarpi die 100 Dukaten aus dem Erbe Foscarinis in aller Öffentlichkeit ablehnte, die er in seinem Testament am Abend vor seiner Hinrichtung für Sarpis Gebete vorgesehen hatte. Ob Sarpi ihn nun für schuldig hielt und daher das Erbe ablehnte, oder ob er sich selbst und seine Gruppe in Gefahr sah, ist unklar.
Die offiziöse Historiographie Venedigs deutete die Ereignisse auf ihre Weise. Die Widerrufung des eigenen Urteils wurde als besonderes Zeichen venezianischen Gerechtigkeitssinns interpretiert, der selbst über die Staatsraison triumphiert. Die Gegner der venezianischen Verfassung deuteten diese Ereignisse – vor allem ab dem 18. Jahrhundert – hingegen als typisch für den unterdrückerischen, geheimniskrämerischen, dekadenten Staat, besonders aber für den grausamen und tückischen Rat der Zehn.
Wahrscheinlich ist es weniger der Rat der Zehn gewesen, der die Wiederherstellung des Ansehens Antonio Foscarinis aus Gründen der Gerechtigkeit veranlasste, als vielmehr der eigenwillige Ansatz der venezianischen Verfassung, die den ständigen Austausch der Mitglieder im Rat der Zehn institutionalisiert hatte. Dies ermöglichte den Giovani im Augenblick einer günstigen Zusammensetzung die Rehabilitation durchzusetzen.